# Sergio Solmi
Sergio Solmi (Rieti, 1899. december 16. – Milánó, 1981. október 7.) olasz irodalomkritikus, költő, ügyvéd, partizán.

## Élete
Edmondo Solmi történész fia volt. Nyolc éves korában családjával együtt Torinóba költözött. A Liceo classico Vincenzo Giobertin találkozott Attilio Momiglianóval. Nagyon fiatalon részt vett az első világháborúban, a gyalogságnál szolgált mint parancsnok. Szenvedélyesen tanulmányozta a francia irodalom nagyjait (Arthur Rimbaud, Michel de Montaigne), valamint a kortárs olasz irodalom nagyjait. 1922-ben Torinóban Mario Gromóval és Giacomo Debenedettivel együtt megalapította a Primo Tempo irodalmi magazint. Verseinek első önálló gyűjteménye 1923-ban jelent meg, Comete címen. A jogi egyetemen végzett, majd a Banca Commerciale Italiana-nál mint ügyvéd és jogi tanácsadó kezdett dolgozni, e hivatását élete végéig gyakorolta. 
Torinóban találkozott Piero Gobettivel, akivel együtt szembehelyezkedett a fasiszta olasz rendszerrel. Gobettihez hasonlóan ő is közreműködött a La Rivoluzione liberale című lap készítésében. Fia, Renato 1927-ben született. A második világháború alatt, az 1940-es években részt vett az ellenállásban, emiatt letartóztatták, s a milánói San Vittore börtönbe zárták. Itt született Aprile a San Vittore című versciklusa, a partizán költészet egyik legintenzívebb alkotása. 
A háború után Solmi a  La Rassegna d'Italia című lapot szerkesztette, amelyet Milánóban alapított Francesco Flora. A következő folyóiratokban is közreműködött: Il Baretti, Pegaso, Pan, Solaria. 1948-ban elnyerte a San Vittorio, 1949-ben a Montparnasse-díjat. A Viareggio-díjat kétszer, 1963-ban és 1976-ban kapta meg. 1968-tól volt az Accademia Nazionale dei Lincei tagja.

## Művei

### Versek
- Comete, Torino, 1923
- Fine di stagione, Lanciano, 1933
- Poesie, Milano, 1950
- Levania e altre poesie, Milano, 1956
- Dal balcone, Milano, 1968
- Poesie complete, Milano, 1974
- Poesie 1924–1972, Mondadori, 1978

### Esszék
- Il pensiero di Alain, Milano, 1930
- La salute di Montaigne e altri scritti di letteratura francese, Firenze, 1942
- Giacomo Leopardi, Milano-Napoli, 1956
- Scrittori negli anni, Milano, 1963
- Scrìtti leopardiani, Milano, 1970
- Meditazione sullo scorpione, Milano, 1972
- Quaderno di traduzioni, Torino, 1969 e Quaderno di traduzioni, II, Milano, 1977
- Saggi sul fantastico. Dall'antichità alle prospettive del futuro,Torino, 1978
- Poesie, meditazioni e ricordi, a cura dì G. Pacchiano, Milano, 1983
- Studi leopardiani Note su autori italiani e stranieri, Milano, 1987

### Antológia
- Le meraviglie del possibile, Carlo Fruttero-val közösen, Torino, 1959

## Magyarul
- Levánia (vers, Verses világjárás antológia, Kozmosz, 1971, szerk: Rába György; utánközlés: Galaktika 9., 1974)
- Modern olasz költők (antológia, Magvető, 1965, szerk: Rába György, Sergio Solmi több versével)
- Olasz költők antológiája (antológia, Kozmosz, 1966, szerk: Rába György, Sergio Solmi több versével)

## Külső hivatkozások
- Minkái az ISFDB oldalán
- Munkái a fantasticienza.com-on
- Munkái az openlibrary.org-on

## Fordítás
- Ez a szócikk részben vagy egészben  a   Sergio Solmi című olasz Wikipédia-szócikk ezen változatának fordításán alapul.  Az eredeti cikk szerkesztőit annak laptörténete sorolja fel. Ez a jelzés csupán a megfogalmazás eredetét és a szerzői jogokat jelzi, nem szolgál a cikkben szereplő információk forrásmegjelöléseként.